# Маль, Эмиль
Эми́ль Маль (фр. Émile Mâle, 2 июня 1862, Коммантри, Овернь — 6 октября 1954, Фонтен-Шаали, Уаза) — французский историк искусства, медиевист. Один из основателей иконографического метода анализа художественных произведений.

## Биография
Эмиль Маль родился в Коммантри, Овернь (Центральная Франция). Окончил лицей в Сент-Этьене, затем, в 1886 году, Высшую нормальную школу (фр. École normale supérieure) в Париже. С 1886 по 1889 год преподавал риторику в лицее Сент-Этьена и в университете Тулузы. В 1899 году получил докторскую степень за книгу о религиозном искусстве Франции XIII века (L’Art Religieux du XIIIe siècle en France). С 1906 года читал в Сорбонне курс истории христианского искусства, там же в 1912 году возглавил кафедру истории искусства.
В 1918 году Э. Маль был избран членом Академии надписей и изящной словесности. В 1923—1937 годах, сменив Луи Дюшена, возглавлял Французскую академию в Риме. В 1927 году стал членом Французской академии.
Эмиль Маль умер 6 октября 1954 года, в возрасте 92 лет.

## Научная деятельность
В юности Маль увлекался чтением Гомера, знал древнегреческий и латинский языки, намеревался заняться изучением античного искусства. Но «озарение» пришло с изучением средневековой христианской культуры. Эмиль Маль обладал редким литературным даром, его книги о средневековом искусстве Франции увлекательны как романы. Не случайно его избрали в члены Французской академии как писателя. Ж. Базен сравнивал Эмиля Маля с Шампольоном, расшифровавшим египетские иероглифы. «Тысячи разрозненных изображений, — писал Ж. Базен, — благодаря предложенной этим новоявленным Шампольоном расшифровке выстраиваются в продуманную систему, где запечатлена вся сумма познаний той эпохи, поистине „всемирное зерцало“. Именно так называлась обширная энциклопедия, составленная во времена Людовика Святого ройомонтским монахом Винсентом из Бове, — Эмиль Маль пользовался этой книгой в качестве путеводителя по лабиринту образов, как, впрочем, до него поступал и Дидрон».
Маля называли волшебником, романтиком иконографического метода и «рыцарем средневековья». Он изучил огромное количество литературных текстов и стал сопоставлять их с изображениями на книжных миниатюрах и скульптурах готических соборов. Ныне такой метод называют иконографическим, но в то время Маль был его первооткрывателем. По его пути пошли Андре Грабар, Аби Варбург, Эрвин Панофский, разрабатывая методологию иконологического анализа произведений изобразительного искусства.
Примечательно, что идея нового научного метода, применённого Малем на примере французского искусства, как сообщал Базен, формировалась во время его пребывания в Италии в 1886 году. По собственным словам Маля, он испытал озарение, изучая сложные многофигурные композиции фресок Андреа Бонайути в Испанской капелле церкви Санта-Мария-Новелла во Флоренции и мысленно сопоставляя её изображения с литературно-философским наследием доминиканского ордена. Он тщательно изучил «Иконологию» Чезаре Рипы, первым стал сопоставлять памятники западноевропейского и восточноевропейского, в частности, византийского, искусства. А затем обратился к барокко как «высшему воплощению христианского искусства», показал его связи с памятниками романской культуры. Это было в те времена, когда искусство барокко воспринимали по преимуществу негативно.
В 1932 году Эмиль Маль опубликовал книгу «Религиозное искусство после Тридентского собора», в которой соотнёс достижения средневекового христианского искусства и искусство барокко, поставив их на одну духовную высоту. «Этим он стремился доказать незыблемость веры и её торжество в любых художественных формах. В этой книге и последующих работах становится явной его основная мировоззренческая концепция: христианская культура целостна, плодотворна и способна постоянно порождать всё новые художественные феномены». В книгах «Рим и его старинные храмы» (1942), «Конец язычества в Галлии и древнейшие христианские базилики» (1950) Эмиль Маль наметил истоки и границы единой энциклопедии христианского искусства за пятнадцать столетий. К этому Маль намеревался добавить монографию о Карле Великом, но смерть помешала ему осуществить свой замысел.
Эмиль Маль является автором большого количества публикаций о церквях и соборах Франции (Реймсском, Шартрском, соборе в Альби). Основная заслуга Маля заключается и в том, что в эпоху, когда история искусств ещё воспринималась как развлечение эстетствующих аристократов, он привнёс в неё сугубо научные методы. Ему, в частности, принадлежит общепринятый в настоящее время тезис о том, что средневековое изобразительное искусство представляет собой «немую проповедь», то есть воплощает в наглядной художественной форме высшие религиозные идеи.

## Основные публикации
- 1899: «Религиозное искусство XIII века во Франции» (L’Art Religieux du XIIIe siècle en France)
- 1908: «Религиозное искусство позднего средневековья во Франции» (L’Art religieux de la fin du Moyen Âge en France)
- 1917: Немецкое и французское искусство в Средние века (L’Art allemand et l’art français du Moyen Âge)
- 1922: Религиозное искусство XII века во Франции (L’Art religieux au XIIe siècle en France)
- 1927: Искусство и художники в Средние века (Art et artistes du Moyen Âge)
- 1932: Религиозное искусство после Тридентского Собора, изучение иконографии конца XVI, XVII и XVIII веков в Италии, Франции, Испании и Фландрии (L’Art religieux après le Concile de Trente, étude sur l’iconographie de la fin du XVIe, du XVIIe et du XVIIIe siècles en Italie, en France, en Espagne et en Flandre)
- 1942: Рим и его старинные храмы (Rome et ses vieilles églises)
- 1943: Раннехристианские мозаики IV—VII веков (Les Mosaïques chrétiennes primitives du IVe au VIIe siècle)
- 1945: Религиозное искусство XII—XVIII веков (L’Art religieux du XIIe au XVIIIe siècle)
- 1948: Собор Нотр-Дам в Шартре (Notre-Dame de Chartres)
- 1950: Конец язычества в Галлии и древнейшие христианские базилики (La Fin du paganisme en Gaule et les plus anciennes basiliques chrétiennes)
- 1950: Собор в Альби (La Cathédrale d’Albi)
- 1950: История искусства. В 2-х т. (Histoire de l’art)
- 1958: Святые сподвижники Христа (Les Saints Compagnons du Christ)